# Тренер (фильм, 2018)
«Тре́нер» — российская спортивная драма режиссёра (дебют), сосценариста, сопродюсера и исполнителя главной роли Данилы Козловского. Премьера фильма в кинотеатрах состоялась 19 апреля 2018 года в преддверии чемпионата мира по футболу, а телевизионная премьера фильма — 15 июля 2018 года на телеканале «Россия-1», сразу после окончания трансляции его финального матча.

## Сюжет
Капитан сборной России Юрий Столешников не забивает пенальти на последних минутах решающего отборочного матча на чемпионат мира по футболу со сборной Румынии. Затем он сбивает с ног соперника, кричит на судью, получает красную карточку и, уходя с поля, затевает драку с болельщиками. В итоге сборная проигрывает 0:1, а Столешников получает годичную дисквалификацию, уходит из «Спартака» и принимает решение завершить карьеру игрока.
Проходит два года. Столешников так и не нашёл работу. Неожиданно ему предлагают пост главного тренера команды «Метеор» из Новороссийска, играющей во второй по силе лиге чемпионата России. Столешников соглашается и знакомится с президентом «Метеора» Ларисой Вольской, дочерью мэра города. Лариса сообщает ему, что клуб только что продал двух ведущих футболистов из-за финансовых трудностей. Юрий приходит в ярость, и, немного остыв, спрашивает, почему он был выбран тренером среди других кандидатур. Лариса говорит Юрию, что он находится в такой отчаянной ситуации: «Ты списанный и от тебя ничего не ждут», и именно такие люди и делают чудо — победят и на месте стадиона «Метеора» в ближайшем будущем не построят торговый центр. В команде Юрий сталкивается с такими же настроениями — игроки набрали лишний вес, на тренировках появляются с похмелья, а интересуют их только зарплаты и премии. Столешников решает бороться с такими настроениями, заставляя футболистов тренироваться, замотав тело в целлофан. За это его отчитывает тренер детской команды клуба Бергер: это большая нагрузка на сердце. Врач-реабилитолог команды Варя упрекает Столешникова за то, что из-за этого спортсмены стали получать слишком много травм.
Первый матч под руководством Столешникова (9-й тур лиги против «Тамбова») команда проигрывает 0:2, но после игры футболисты «Метеора» веселятся в раздевалке. В очередном матче (14-й тур лиги против «Шинника») Юрий видит, как его подопечные откровенно «сдают» игру. Он заменяет саботажников и выпускает на поле неопытного, но талантливого нападающего Зуева, однако старшие игроки остужают пыл новичка; «Метеор» проигрывает 0:2. На следующую тренировку Юрий приходит пьяным и смеётся над одним из футболистов, который сделал ставку против своей команды под собственным именем. Юрий покидает стадион, его догоняет Варя, они вместе пьют в кафе. Утром Юрий просыпается в квартире Вари, разговаривает с её сестрой Дашей, и они быстро становятся друзьями.
Столешников договаривается с командой: он не будет им мешать, а просто станет наблюдать за их тренировками с трибуны, но надо соблюдать два условия: на стадионе не пить и не касаться мяча; за касание — штраф 1000 рублей. Юрий предлагает Бергеру стать его помощником: большинство футболистов «Метеора» его ученики; Бергер соглашается. Затем Юрий приходит в бар фанатов «Метеора» и уговаривает их поддержать команду. На следующую тренировку приходят болельщики и упрекают футболистов за то, что им скучно. Игроки не выдерживают и начинают игру с мячом, а штраф за нарушение требования тренера их не пугает. Болельщики довольны. Юрий в раздевалке объясняет футболистам, что в чемпионате им ничего уже не светит, но нужно попытаться удачно сыграть в Кубке России.
В 1/32 финала Кубка России «Метеор» со счётом 1:0 побеждает «Авангард». После матча Юрий узнаёт, что из-за задолженностей клуб лишили трансферного окна, и усилить команду не получится. Он разговаривает с мэром и тот говорит, что не позволит тратить средства бюджета и инвестиции местных предприятий на футбол, который здесь никому не нужен. Команда висит неподъемным грузом на городском бюджете (она обходится ему в 200 миллионов рублей в год) и никто не станет возражать, если «Метеор» снова опустится в низшую лигу. Юрий приезжает в Москву к отцу и просит его приехать к нему в Новороссийск. Отец предлагает Юрию выйти на поле самому, но тот отвечает, что окончательно стал тренером.
В четвертьфинале Кубка России «Метеор» встречается с командой («Торпедо»), про которую известно, что её руководство подкупило судью. Арбитры активно подсуживают сопернику, несмотря на то, что Бергер по просьбе Ларисы тоже их подкупил, чтобы они судили честно. Судья утверждает, что «наверху» решили «Метеор» дальше не пускать, а деньги он может вернуть. Но «Метеор» побеждает (2:1). После игры Юрий пытается воспитывать Зуева, но за него заступается Варя, и Юрий прерывает её гневную тираду поцелуем. Следует ночь любви.
Неожиданно Юрию звонят из Москвы и сообщают о смерти отца, и он летит в Москву.
В полуфинале «Метеор» обыгрывает «Факел» (1:0) на последней минуте. На трибунах появляется растяжка «Юра, мы с тобой!» с портретом отца Столешникова. Юрий растроган до слёз.
Вскоре Юрия приглашают тренировать ФК «Спартак». В Новороссийске все расстроены, хотя и относятся с пониманием к подобному выбору. Варя отказывается ехать с Юрием в Москву. Столешников прилетает в столицу; в квартире отца он видит висящую на стене футболку «Метеора». Он возвращается в Новороссийск, Варя его прощает. В итоге официально команду тренирует Бергер, а Юрий заключает контракт футболиста как свободный агент, которым он стал после окончания срока дисквалификации.
В финале Кубка России в Краснодаре «Метеор» играет против «Спартака» и проигрывает после первого тайма 0:2. Судьи не засчитывают правильно забитый Столешниковым гол, в перерыве Лариса угрожает главному судье поломать карьеру, если он и дальше будет уничтожать её команду. Во втором тайме Столешников зарабатывает пенальти, но сам его не пробивает, получив травму. Счёт становится 1:2, но Столешников не может продолжить матч. Матч близится к концу. Столешников выпускает Зуева, но он в растерянности. Юрий активизирует фанатов, и те скандируют фамилию Зуева. Зуев приходит в себя и сначала делает счёт 2:2, а в конце игры выходит один на один и отдаёт пас пяткой назад на набегающего игрока — 3:2. На последней добавленной минуте вратарь «Метеора» берёт мяч во время исполнения игроком «Спартака» опасного штрафного удара. Звучит свисток, фиксируя победу «Метеора»; болельщики ликуют.
Заключительная сцена: Лондон, стадион «Стэмфорд Бридж», матч в рамках Лиги Европы. На поле выходят «Челси» и «Метеор».

## В ролях
| Актёр                   | Роль                                                 |
| ----------------------- | ---------------------------------------------------- |
| Данила Козловский       | футболист и тренер команды «Метеор» Юрий Столешников |
| Дмитрий Вяткин          | Юрий Столешников в детстве                           |
| Андрей Смоляков         | отец Юрия Столешникова Валерий Столешников           |
| Владимир Ильин          | футбольный тренер Адольф Борисович Бергер            |
| Ольга Зуева             | врач-реабилитолог «Метеора» Варя                     |
| Ирина Горбачёва         | президент «Метеора» Лариса Вольская                  |
| Ростислав Бершауэр      | директор «Метеора» Семён Смолин                      |
| Виктор Вержбицкий       | мэр Новороссийска, отец Ларисы Владимир Анатольевич  |
| Мария Лобанова          | сестра Вари Даша                                     |
| Николай Разуменко       | Гришко                                               |
| Павел Ворожцов          | Валдис                                               |
| Сахат Дурсунов          | Амин                                                 |
| Игорь Гордин            | президент ФК «Спартак» (Москва) Алексей Петрович     |
| Светлана Иванова        | Олеся                                                |
| Александр Ильин-младший | бармен, «заводила» фанатов «Метеора»                 |
| Вилен Бабичев           | фанат «Метеора»                                      |
| Александр Обласов       | тренер Витя                                          |
| Дмитрий Чеботарёв       | капитан «Метеора» Игорь Масиков                      |
| Аскар Ильясов           | Рафаэль Хамитжанов                                   |
| Дмитрий Сычёв           | Додин                                                |
| Виталий Андреев         | Никита Зуев                                          |
| Николай Самсонов        | Варенников                                           |
| Алан Гатагов            | Петровский                                           |
| Владислав Хатажёнков    | Зоркий                                               |
| Сергей Шаталов          | Мельников                                            |
| Николай Козак           | сотрудник полиции                                    |
| Сергей Тихонов          | главный арбитр «Шинник-Метеор»                       |
| Андрей Гусев            | главный судья матча с «Торпедо»                      |
| Виталий Дорошенко       | главный судья матча «Спартак-Метеор»                 |
| Евгений Савин           | капитан «Спартака» Ануров                            |
| Нобель Арустамян        | комментатор финала Кубка России (камео)              |
| Константин Генич        | комментатор матча Россия — Румыния (камео)           |

## Создание

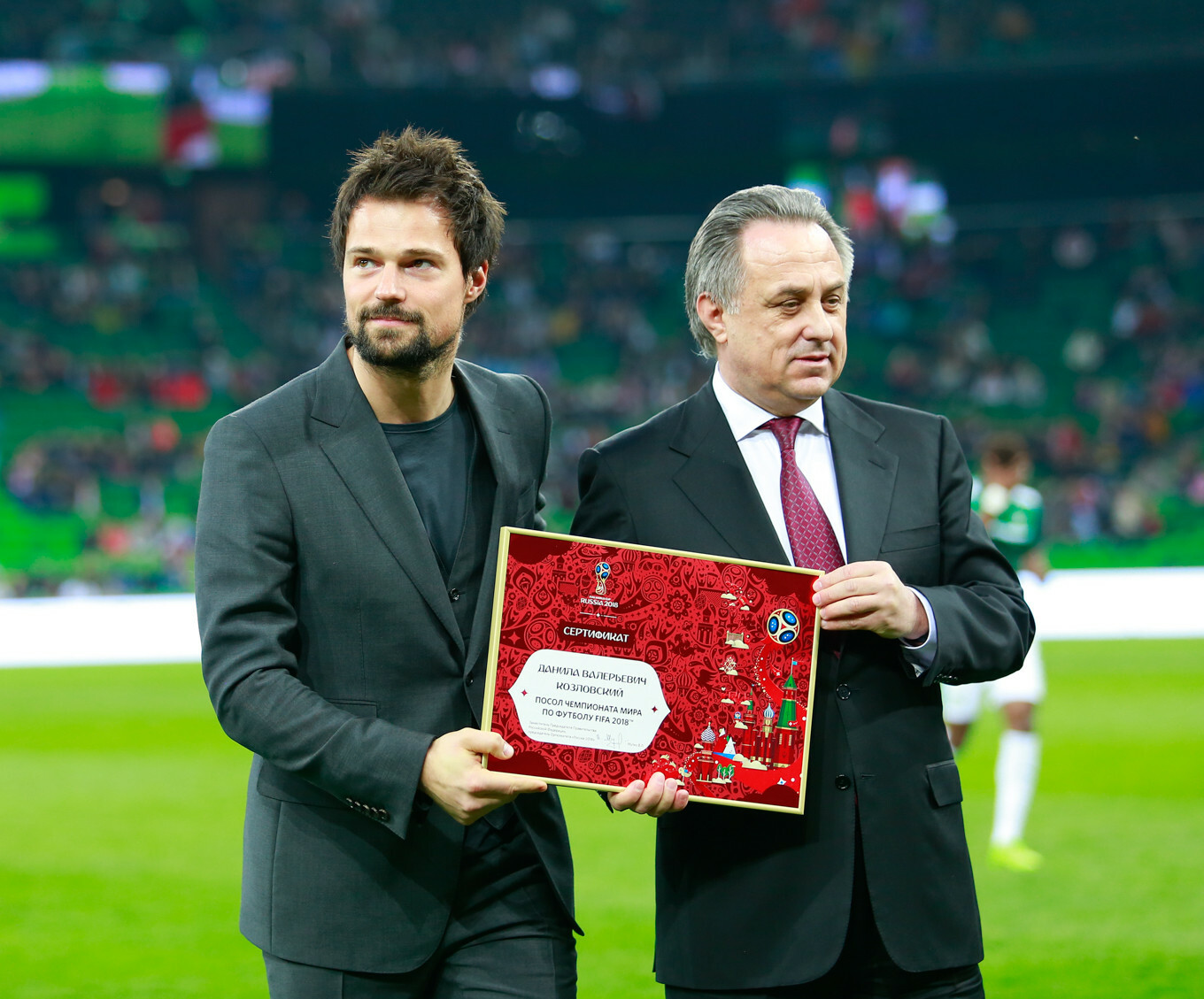
«Я прочёл множество книг о футболе, в том числе те, которые написаны легендарными тренерами и футболистами. Я много общался с тренерами, судьями, игроками, менеджерами, комментаторами, врачами… Я постоянно смотрю футбол, изучаю голы, фолы, красные карточки, скандалы. Я слежу за Лигой чемпионов, знаю всех современных футболистов. Я подписался на все футбольные паблики в „Инстаграме“. Я даже стал одеваться как футболист: вдруг обнаружил у себя шесть пар кроссовок… Мне нравится эта культура. Есть, конечно, обстоятельства в современном футболе, которые я не приветствую, но есть огромное количество вещей, которые мне нравятся, и я пытаюсь максимально интегрировать их в ткань фильма».

По словам Данилы Козловского, он давно мечтал о роли футбольного тренера. На первоначальном этапе работы он рассматривал своё участие в проекте только как актёра и продюсера, но потом понял, что хотел бы «рассказать эту историю сам» — в качестве режиссёра. На заре своей карьеры, в 2005 году, Козловский сыграл роль футболиста Николая в фильме «Гарпастум» Алексея Германа-младшего. Сюжет той картины повествует о футболе в царской России.
Ольга Зуева, работавшая с Козловским в фильме «На районе», изначально просилась на роль Вари. Но Данила счёл, что она совершенно не подходит по типажу и по образу, и продолжал искать другую исполнительницу. Тем временем Ольга переработала сценарий, придав характеру своей героини больше силы, смелости и немного эксцентрики. Режиссёр положительно оценил предложения и утвердил актрису на роль.
Все работники съёмочной площадки были одеты в фирменные куртки команды «Метеор». Если камера при повороте захватывала кого-то из них, он вписывался в кадр как работник клуба.
Проект создавался при поддержке Минспорта РФ, Российского Футбольного Союза и лично Виталия Мутко. Также фильм получил финансовую поддержку Фонда кино.
На роли в картине пробовались порядка 3000 профессиональных футболистов, из которых создатели проекта отобрали около 200 человек. В их число вошли Алан Гатагов и Дмитрий Сычёв; последний по итогам съёмок сравнил Козловского с Гусом Хиддинком, который, сочетая требовательность и демократичность, сумел привести сборную к бронзовым медалям Чемпионата Европы-2008. На протяжении двух месяцев команда, собранная из спортсменов вперемешку с актёрами, жила в жёстком спортивном режиме — с ними тренировался и Козловский. Согласно подсчётам журнала «StarHit», затраты на их гонорары составили порядка 5 млн рублей. Производственный бюджет фильма составляет 390 млн рублей, прогнозируемые сборы составляли 680 млн рублей.
Павел Руминов в ноябре 2023 в ходе забастовки против произвола продюсеров заявил, что сценарий фильма «Тренер» был написан им.

### Съёмки
Съёмочный процесс продолжался с 24 апреля по 6 июля 2017 года. Тренировочную базу ФК «Метеор» снимали на Центральном стадионе Новороссийска — домашней арене ФК «Черноморец». Всего в фильме использовались шесть футбольных стадионов, в том числе «Сатурн», «Открытие Арена», «Арена Химки» и «Краснодар».
Съёмки проводились в вечернее и ночное время — с 17 до 7 часов. В массовке — в ролях болельщиков — снимались порядка 450 человек.

## Критика
Фильм получил средние оценки российских кинокритиков. Обозреватель Антон Долин поставил фильму 6 баллов из 10.